# Listă de filme de comedie de groază
Aceasta este o listă de filme artistice notabile în genurile horror și de comedie în ordine cronologică:

## Anii 1920
1920
- Haunted Spooks

1921
- The Haunted House

1922
- The Ghost Breaker

1923
- Puritan Passions

1925
- The Monster
- Dr. Pyckle and Mr. Pryde

1926
- The Bat

1927
- The Cat and the Canary
- The Gorilla

## Anii 1930
1930
- The Cat Creeps

1932
- The Old Dark House

1939
- The Cat and the Canary
- The Gorilla[1]

## Anii 1940
1940
- The Ghost Breakers
- You'll Find Out[2]

1941
- Hold That Ghost
- King of the Zombies
- Spooks Run Wild[3]

1942
- The Boogie Man Will Get You[4]

1944
- Zombies on Broadway[5]

1945
- Scared Stiff

1946
- Spook Busters[6]

1948
- Abbott and Costello Meet Frankenstein[7]

## Anii 1950
1953
- Scared Stiff
- Abbott and Costello Meet Dr. Jekyll and Mr. Hyde

1955
- Abbott and Costello Meet the Mummy[8]

1957
- El Castillo de los Monstruos[9]

1959
- A Bucket of Blood[10]

## Anii 1960
1960
- The Little Shop of Horrors[11]

1961
- Creature from the Haunted Sea[12]

1963
- The Old Dark House[13]
- The Raven[14]

1964
- The Comedy of Terrors[15]

1965
- Dr. Terror's House of Horrors[16]
- Bhoot Bungla

1966
- Carry On Screaming[17]
- Munster, Go Home!

1967
- The Fearless Vampire Killers[18]
- Hillbillys in a Haunted House[19]

1968
- Spider Baby

## Anii 1970
1972
- Please Don't Eat My Mother[20]
- Private Parts

1973
- Theatre of Blood[21]
- The Werewolf of Washington[22]

1974
- The Cars That Ate Paris[23]
- Phantom of the Paradise
- Young Frankenstein[24]

1975
- The Rocky Horror Picture Show[25]

1977
- Hausu[26]

1978
- Attack of the Killer Tomatoes[27]
- Piranha[28]

1979
- Love at First Bite

## Anii 1980
1980
- Motel Hell[29]

1981
- An American Werewolf in London[30]
- The Funhouse[31]
- The Munsters' Revenge
- Saturday the 14th
- Student Bodies[32]
- Shock Treatment
- Encounters of the Spooky Kind[33]

1982
- Full Moon High[34]
- National Lampoon's Class Reunion[35]
- Hysterical[36]
- Pandemonium

1983
- Bloodbath at the House of Death[37]
- Microwave Massacre[38]

1984
- Ghostbusters[39]
- Gremlins[40]
- Surf II[41]

1985
- Fright Night[42]
- Once Bitten[43]
- Re-Animator[44]
- Return of the Living Dead

1986
- From Beyond[45]
- Haunted Honeymoon[46]
- House[47]
- Little Shop of Horrors[48]
- Mr. Vampire[49]
- Mr. Vampire 2[50]
- New Mr. Vampire[51]
- Night of the Creeps[52]
- TerrorVision[53]

1987
- Bad Taste[54]
- Curse of the Queerwolf[55]
- Evil Dead II[56]
- House II: The Second Story[57]
- I Was a Teenage Zombie[58]
- The Lost Boys[59]
- Mr. Vampire 3[60]
- The Monster Squad[61]

1988
- Beetlejuice
- Elvira, Mistress of the Dark[62]
- Fright Night Part II
- High Spirits
- Killer Klowns from Outer Space[63]
- The Lair of the White Worm[64]
- Mr. Vampire 4[65]
- My Best Friend Is a Vampire
- Night of the Demons[66]
- Return of the Killer Tomatoes[67]
- Return of the Living Dead Part II[68]
- Waxwork[69]

1989
- Cannibal Women in the Avocado Jungle of Death[70]
- Cutting Class[71]
- Dr.Caligari[72]
- Parents
- The Toxic Avenger Part II[73]
- The Toxic Avenger Part III: The Last Temptation of Toxie[74]

## Anii 1990
1990
- Arahnofobia[75]
- Bride of Re-Animator
- Gremlins 2[76]
- Tales from the Darkside: The Movie
- Frankenhooker[77]
- Tremors, creaturi ucigase
- I Bought a Vampire Motorcycle

1991
- Chopper Chicks in Zombietown[78]
- Oamenii de sub scară

1992
- Armata întunericului[79]
- Braindead (aka Dead Alive)[80]
- Society

1993
- Return of the Living Dead 3[81]

1994
- Cemetery Man[82]
- Wolf[83]
- Serial Mom

1995
- The Day of the Beast[84]
- Dracula: Dead and Loving It[85]
- Evil Ed[86]
- Vampire in Brooklyn[87]

1996
- Cannibal! The Musical
- Scream - Țipi... sau fugi!
- Un om și trei fantome[88]

1997
- Coșmarul unui american la Paris[89]
- Killer Condom[90]

1998
- Bio Zombie[91]

1999
- Idle Hands[92]
- Lake Placid[93]
- Terror Firmer[94]

## Anii 2000
2000
- American Psycho
- Cherry Falls
- Citizen Toxie: The Toxic Avenger IV[95]
- Little Otik[96]
- Psycho Beach Party[97]
- Scary Movie
- Wild Zero[98]

2001
- Body Jumper
- Elvira's Haunted Hills[99]
- Happiness of the Katakuris, The[100]
- Scary Movie 2[101]

2002
- Bubba Ho-Tep[102]
- Eight Legged Freaks[103]
- Terror Toons

2003
- Battlefield Baseball[104]
- Beyond Re-Animator[105]
- Buppah Rahtree
- Gozu[106]
- Hey, Stop Stabbing Me!
- Scary Movie 3[107]

2004
- Choking Hazard[108]
- Club Dread[109]
- Dead & Breakfast[110]
- Decoys
- Hide and creep
- SARS Wars[111]
- Shaun of the Dead[112]
- To Catch a Virgin Ghost[113]

2005
- Boy Eats Girl[114]
- Buppah Rahtree Phase 2: Rahtree Returns
- Evil Aliens[115]
- Pervert![116]
- Santa's Slay

2006
- Behind the Mask: The Rise of Leslie Vernon
- Black Sheep[117]
- Botched[118]
- Evil Bong[119]
- Feast[120]
- Fido[121]
- Frostbiten[122]
- Poultrygeist: Night of the Chicken Dead[123]
- Scary Movie 4[124]
- Severance[125]
- Slither[126]
- Stupid Teenagers Must Die![127]

2007
- Bhool Bhulaiyaa
- Ghost Station
- The Mad
- My Name Is Bruce[128]
- Netherbeast Incorporated[129]
- Teeth[130]

2008
- Bad Biology
- Baghead[131]
- The Cottage[132]
- Feast 2: Sloppy Seconds
- Gutterballs[133]
- Hoodoo for Voodoo[134]
- I Sell the Dead[135]
- Jack Brooks: Monster Slayer
- Otis[136]
- Zombie Strippers[137]

2009
- Dead Snow[138]
- Doghouse[139]
- Infestation (film)
- Lesbian Vampire Killers[140]
- The Last Lovecraft: Relic of Cthulhu[141]
- The Revenant
- Tormented[142]
- Where Got Ghost?
- Zombieland[143]
- Stan Helsing
- Strigoi

## Anii 2010
2010
- The Vampires of Bloody Island
- Thankskilling[144]
- Tucker & Dale vs Evil[145]

2011
- Dylan Dog: Dead of Night[146]
- Fright Night[147]
- Game of Werewolves[148]
- Rubber[149]
- The Cabin in the Woods[150]
- The Selling[151]
- Zombie Ass[152]

2012
- A Little Bit Zombie[153]
- Dark Shadows[154]
- Detention[155]
- Grabbers[156]
- Thankskilling 3[157]
- John Dies at the End[158]
- ParaNorman[159]
- Vamps[160]
- Eddie: The Sleepwalking Cannibal⁠(fr)[traduceți]

2013
- Bad Milo!
- Go Goa Gone
- A Haunted House
- Scary Movie 5
- This Is the End
- Zapatlela 2
- Warm Bodies
- Witching and Bitching
- Ghost Team One
- Gingerclown
- You're Next
- Hell Baby

2014
- Cooties
- A Haunted House 2
- Vampire Academy
- Yaamirukka Bayamey

2015 
- Return of the Killer Klowns from Outer Space in 3D